# Lago da Pedra
Lago da Pedra – miasto i gmina w Brazylii, w Regionie Północno-Wschodnim, w stanie Maranhão.  
Ma powierzchnię 1223,17 km². Według danych ze spisu ludności w 2010 roku gmina liczyła 46 083 mieszkańców, a gęstość zaludnienia wynosiła 37,15 osób/km². Dane szacunkowe z 2019 roku podają liczbę 50 266 mieszkańców. 
W 2017 roku produkt krajowy brutto per capita wyniósł 7380 reali brazylijskich.
Gminę utworzono w 1953 roku, wcześniej tereny te administracyjnie były przynależne do gmin Vitória do Mearim i Bacabal.